# Handelsnaam
Een handelsnaam (ook bedrijfsnaam) is een naam die een onderneming hanteert in het economisch verkeer, ofwel de naam waaronder de onderneming handel drijft. De handelsnaam is vaak gelijkluidend aan de merknaam, maar een onderneming kan meerdere merken voeren.

## België
In België kan een onderneming over meerdere handelsnamen beschikken, waarbij het recht op gebruik van een handelsnaam ontstaat zodra deze naam daadwerkelijk in het handelsverkeer wordt gebruikt. Naast de handelsna(a)m(en) heeft een Belgische onderneming een vennootschapsnaam, zoals deze statutair is vastgelegd.
Handelsnamen kunnen worden vastgelegd via een ondernemingsloket bij de Kruispuntbank van Ondernemingen.

## Nederland
Bescherming van de handelsnaam is voor het Nederlandse rechtsgebied geregeld in de Handelsnaamwet. Deze wet stamt uit 1921.
Volgens artikel 1 van de wet is een handelsnaam de naam waaronder een onderneming wordt gedreven. Onder de Handelsnaamwet wordt dus alleen een commercieel bedrijf beschermd tegen misbruik van zijn handelsnaam. Een handelsnaamrecht ontstaat door de handelsnaam in gebruik te nemen in het economisch verkeer. De inschrijving van een handelsnaam in het handelsregister, schept geen handelsnaamrechten.
Het doel van de handelsnaam is de unieke identificatie van een onderneming. De naam mag niet gelijk zijn aan, of te veel lijken op die van andere onderneming. Ook mag de handelsnaam niet een merk bevatten waarvan een ander de rechthebbende is. Uit de naam hoeft niet te blijken waarin gehandeld wordt. Voorwaarde is dat een handelsnaam het publiek, de consument niet op het verkeerde been zet (verwarringsgevaar). Een handelsnaam als "Slager" voor een slagerij is verwarrend, omdat de consument deze term voor elke slagerij gebruikt. Bovendien mag de naam niet verwijzen naar een andere rechtsvorm dan die welke feitelijk door de onderneming wordt gevoerd.
De handelsnaam is vatbaar voor overdracht, maar dit kan alleen in combinatie met de onderneming welke onder die naam gedreven wordt. In dat geval worden aan de handelsnaam minder strenge eisen gesteld, mits de rechtsvoorganger die naam niet onterecht heeft gevoerd ("niet in strijd met deze wet").
Een onderneming kan in het handelsverkeer gebruikmaken van meerdere handelsnamen. De administratie van handelsnamen vindt plaats bij de Kamers van Koophandel.

## Handelsnamen in marketing
In het commerciële proces kiest een bedrijf vaak ofwel voor het op- en uitbouwen van één merk (IBM, Shell, Vodafone), ofwel voor het benaderen van de markt onder meerdere merk- of handelsnamen. Een typisch voorbeeld van het laatste was DSB Groep, die de financiële markt onder tientallen namen benaderde, waaronder lenen.nl, Becam en DSB Bank.

## Andere betekenissen
De handelsnaam van een product. Bijvoorbeeld bij chemische stoffen wordt onderscheid gemaakt tussen de wetenschappelijke naam en de handelsnaam.